# Duchové Marsu
Duchové Marsu (v originále Ghosts of Mars a na filmová plátna uveden pod názvem John Carpenter's Ghosts of Mars) je americký akční horor z roku 2001, jehož scénář, režii a hudbu napsal John Carpenter. Film produkovala společnost Screen Gems a distribuovala jej společnost Sony Pictures Releasing. Hrají v něm Natasha Henstridge, Ice Cube, Jason Statham, Pam Grier, Clea DuVall a Joanna Cassidy. Děj filmu se odehrává na kolonizovaném Marsu ve 22. století a sleduje jednotku policistů a odsouzeného zločince, kteří bojují proti obyvatelům těžební kolonie, kteří byli posedlí duchy původních obyvatel planety.
Film získal převážně negativní recenze a byl kasovním propadákem, když vydělal 14 milionů dolarů při produkčním rozpočtu 28 milionů dolarů. Film byl posledním filmem Johna Carpentera až do jeho návratu s filmem The Ward v roce 2010.
Film si od svého uvedení získaly kultovní oblibu, kritici chválí akční sekvence, soundtrack a prolínání žánrů. Vzhledem k tomu, že film vychází z westernové kinematografie, zejména tvorbě Howarda Hawkse, je řadou kritiků považován za příklad subžánru "podivného westernu" (weird werstern).

## Děj
V roce 2176 je Mars z 84 % terraformovaný a má atmosféru podobnou Zemi. Společnost na planetě se stala matriarchální, se sídlem ve městě Chryse a sítí vlaků propojujících vzdálené osady. Po sérii nevysvětlených incidentů je policistka Melanie Ballard povolána před tribunál, aby svědčila o neúspěšné misi do těžební osady Shining Canyon, odkud se vrátila jako jediná přeživší.
Pomocí série retrospektiv Ballard popisuje, jak s velitelkou Braddock, seržantem Jerichem Butlerem a nováčky Kincaidem a Descansou dorazili do zdánlivě opuštěného města. V místním vězení najdou několik přeživších, včetně vědecké důstojnice Whitlockové. Mezi zadrženými je i hledaný zločinec James 'Desolation' Williams.
Po útoku zfanatizovaných horníků se Ballard a Williams spojí a zjistí, že po zabití infikovaného tělo opustí duch a posedne dalšího. Butler v okolí objeví masakr a zohavená těla. Skupina Williamsových spojenců donutí policisty ho propustit, ale později se spojí proti společné hrozbě.
Whitlocková přizná, že v dole odhalila starobylou marťanskou kryptu, jejíž otevření vypustilo duchy mrtvé civilizace. Ti posedli dělníky a začali zabíjet pozemšťany, které vnímají jako vetřelce. Počet přeživších rychle klesá a Ballard na chvíli podlehne posednutí, ale Butler jí podá halucinogen, který ducha vyžene.
Zůstávají jen Ballard, Williams, Butler, Kincaid a Whitlocková. Na útěku se dostanou k vlaku, ale Ballard přesvědčí ostatní, že musí duchy zničit. Vrací se a spustí přetížení jaderné reaktoru. Whitlocková je posednuta, zbytek posádky je zabit. Ballard a Williams prchají ve vlaku, zatímco výbuch zničí celou oblast. Williams se rozhodne uprchnout, Ballard ho nechá jít.
Později Ballard zjistí, že duchové útok přežili a hlavní město je napadeno. Připravuje se na boj, když dorazí Williams se zbraní v ruce – rozhodnuti čelit hrozbě spolu.

## Obsazení
- Natasha Henstridge jako poručík Melanie Ballard
- Ice Cube jako James "Desolation" Williams
- Jason Statham jako seržant Jericho Butler
- Clea DuVall jako důstojnice Bashira Kincaid
- Pam Grier jako velitelka Helena Braddock
- Joanna Cassidy jako Dr. Arlene Whitlock
- Richard Cetrone jako Big Daddy Mars
- Eileen Weisinger jako žena bojovnice
- Liam Waite jako důstojník Michael Descanso
- Duane Davis jako "Uno" Williams
- Lobo Sebastian jako "Dos"
- Rodney A. Grant jako "Tres"
- Peter Jason jako McSimms
- Wanda De Jesus jako Akooshay
- Robert Carradine jako Rodale
- Rosemary Forsyth jako Inkvizitor
- Doug McGrath jako Benchley
- Rick Edelstein jako Zimmerman
- Rex Linn jako Yared
- Marjean Holden jako Mladá žena
- Charlotte Cornwell jako Vypravěčka